# جفری چیو
جفری چیو (انگلیسی: Geoffrey Chew؛ زاده ۵ ژوئن ۱۹۲۴) یک دانشمند در زمینه فیزیک‌دان اهل ایالات متحده آمریکا است.